# Ryu Hyun-kyung
Ryu Hyun-kyung (née le 10 mars 1983) est une actrice sud-coréenne. Elle a fait ses débuts en 1996 à l'âge de 12 ans dans la série télévisée Oxtail Soup. En 2010, Ryu attire l'attention grâce à ses seconds rôles dans le drama érotico-historique The Servant et les comédies romantiques Cyrano Agency et Petty Romance,. Elle a ensuite incarné des rôles principaux dans Mama (2011), Two Weddings and a Funeral (2012) et Miss Cherry's Love Puzzle (2013),,.
Ryu a aussi réalisé les courts métrages Kwang-tae's Basic Story (2009) et Heart Robber (2010), ainsi que deux clips pour la chanteuse Jung-in,,,.

## Vie privée
En mars 2017, son agence confirme la relation amoureuse de Ryu et Park Sung-hoon.

## Filmographie

### Films

#### Actrice
- 1997 : Deep Blue
- 1998 : City of the Rising Sun
- 1999 : Mayonnaise
- 2000 : Bichunmoo
- 2000 : Truth Game
- 2002 : Marriage Is a Crazy Thing : étudiante salariée à mi-temps
- 2002 : Pencase Freefall Test
- 2003 : North Korean Guys : Han Na-Ra
- 2003 : My Wife Is a Gangster 2 : Yoon Ji-Hyun
- 2003 : Righteous Battle
- 2003 : Through the Night
- 2006 : Slow Food, Fast Food
- 2008 : The Divine Weapon : Bang-Ok
- 2009 : Thirsty, Thirsty : Kwak Seon-Ju
- 2010 : Heart Robber : Soo-Yeon
- 2010 : Petty Romance : Kyung-Sun
- 2010 : Cyrano Agency : Seon-Ah
- 2010 : The Servant : Hyang Dan-yi
- 2010 : The First Love Series (segment: "Come On Just Once, Maybe Next Time) : Yoo Bong-joo
- 2011 : Departure[12]
- 2011 : Smile Bus[13] : Yun-A
- 2011 : Boy : Jin-Sook
- 2011 : Mama : Eun-Sung
- 2012 : Two Weddings and a Funeral : Hyo-Jin
- 2013 : Miss Cherry's Love Puzzle : Aeng-Doo
- 2013 : Born to Sing : Mi-Ae
- 2013 : How to Use Guys with Secret Tips
- 2014 : Whistle Blower : Kim Mi-Hyun
- 2014 : The Road Called Life : épouse (voix)
- 2014 : Manshin: Ten Thousand Spirits[14] : Kim Geum-Hwa (jeune)
- 2015 : You Call It Passion : Chae-Eun
- 2015 : Three Summer Nights : Ji-Young
- 2015 : Office : Hong Ji-Sun
- 2015 : Intimate Enemies : Jung-Sook
- 2017 : The Romantic
- 2017 : The Artist: Reborn : Giselle

#### Réalisatrice
- 2009 : Kwang-tae's Basic Story[15] (Bande-annonce)
- 2010 : Heart Robber
- 2011 : Rainy Season (Jung-in)
- 2013 : Those Obvious Words (Jung-in)
- 2013 : Asiana International

### Séries télévisées
- 1996 : Oxtail Soup
- 1999 : The Boss
- 1999 : School 2
- 2000 : Because of You
- 2003 : Age of Warriors
- 2004 : Sweet Buns
- 2005 : Drama City "Don't Go Home Tonight"
- 2005 : Pharmacist Kim's Daughters
- 2006 : Just Run!
- 2006 : MBC Best Theater "Miss Kim's Boomerang"
- 2006 : Drama City "Fog Street"
- 2008 : Terroir : Gook Yook-Gong
- 2008 : Their Romance Encyclopedia
- 2011 : Midnight Hospital : Hong Na-Kyung
- 2012 : Tasty Life : Jang Jung-Hyun
- 2012 : Salamander Guru and The Shadows : Inspectrice Kyung-Ja
- 2013 : Empress Ki : Princesse Kyunghwa
- 2013 : Drama Special "Outlasting Happiness" : Sun-Joo
- 2015 : Oh My Ghost : Policière Kang
- 2015 : The Lover : Ryoo Doo-Ri
- 2015 : Run Towards Tomorrow : Han Yoo-Jung
- 2016 : The Master of Revenge : Kim Seon-joo
- 2017 : 20th Century Boy and Girl : Han A-Reum

## Récompenses
- 2010 : 6e University Film Festival of Korea: Meilleure actrice dans un rôle secondaire (The Servant)